# La Tuque (Quebec)
La Tuque é uma cidade localizada na região de Mauricie no centro-norte de Quebec no Canadá. A população era de 11227, no censo de 2011.